# Die Rose (Brüder Grimm)

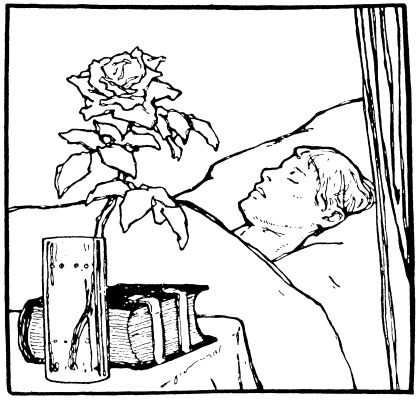
Illustration von Otto Ubbelohde, 1909

Die Rose ist die dritte von zehn Kinderlegenden im Anhang der Kinder- und Hausmärchen der Brüder Grimm (KHM 203). Sie ist im Dialekt abgedruckt.

## Inhalt
Das jüngere Kind einer armen Frau muss täglich Holz holen. Es begegnet einem Kind, das ihm das Holz trägt und eine Rose gibt, bei deren Aufblühen es wiederkommt. Die Mutter glaubt es erst nicht, aber stellt sie ins Wasser. Eines Morgens findet sie das Kind tot. Es sieht ganz schön aus, und die Rose ist aufgeblüht.

## Herkunft
Die Legende steht ab der 2. Auflage (1819) als Kinderlegende Nr. 3, laut Grimms Anmerkung „aus dem Paderbörnischen“ von Familie Haxthausen. Sie bemerken, dass besonders die weiße Rose allgemein als Todesomen, ihr Aufblühen als ewiges Leben gesehen wird und vergleichen „die Sage von dem Dom zu Lübeck in den deutschen Sagen 1, 24“ (wohl Rebundus im Dom zu Lübeck, Deutsche Sagen, Nr. 265). Vgl. KHM 76 Die Nelke, KHM 204 Armut und Demut führen zum Himmel.
Jacob Grimm nahm an, dass das fremde, die Rose überreichende Kind ein Engel ist. Hans-Jörg Uther bemerkt, dass die Rose oder Lilie als Todessymbol in Sagen des 17. Jahrhunderts vorkommt und mutmaßt, dass sich in dem Bild vom Übergang der Seele in Pflanzen ältere Vorstellungen von Seelenwanderung erhalten haben. Laut Hedwig von Beit fungiert die Rose, oft Spiegelbild der Sonne oder Gottes Inkarnation, hier als Symbol des Selbst.